# ちょこっとLOVE
「ちょこっとLOVE」（ちょこっとラヴ）は、プッチモニの1枚目のシングル。1999年11月25日発売。発売元はzetima。（規格品番はEPDE-1063）

## 解説
- ミリオンヒットを記録した、自己最高売上のシングル。ハロー!プロジェクトのシングルでは歴代3位の売上を記録している。
- オリコン調べの初動売上はモーニング娘。の「LOVEマシーン」を上回った[3]。
- 市井紗耶香がこの曲のリリース後に卒業したため第一期メンバーでは唯一のシングル曲である。
- テレビ東京系「アイドルをさがせ!」オープニングテーマ
- オリコン調べでは2000年代1作目のミリオン達成シングル（1990年代からの合算。2000年代にリリースされた作品に限定するとサザンオールスターズの「TSUNAMI」になる）。
- ケースはマキシシングル用だが、ディスクそのものは8センチであり、モーニング娘。の「LOVEマシーン」と同様の形態であった。
- プッチモニはメンバーチェンジを2度行ったが、その都度そのメンバーでレコーディングを行い、3バージョンの「ちょこっとLOVE」が存在する。
  1. 「ちょこっとLOVE」（第1期：市井紗耶香・保田圭・後藤真希）（シングル収録作）
  2. 「ちょこっとLOVE（2001 Version）」（第2期：保田圭・後藤真希・吉澤ひとみ）
    - オムニバスアルバム『Together! -タンポポ・プッチ・ミニ・ゆうこ-』収録（2001年4月18日発売）

  3. 「ちょこっとLOVE（2003 Version）」（第3期：吉澤ひとみ・小川麻琴・アヤカ）
    - オムニバスアルバム『プッチベスト3』収録（2002年12月18日発売）

## 収録曲
全作詞・作曲：つんく
1. ちょこっとLOVE - 4:00 
  - 編曲：松原憲
2. DREAM & KISS - 3:49
  - 編曲：小西貴雄
3. ちょこっとLOVE (Instrumental)

## 参加ミュージシャン
1. ちょこっとLOVE
  - Guitar：山崎淳
  - Bass：山崎洋
  - Trumpet：小林太
  - Alto & Baritone Sax：竹上良成
  - Trombone：北原雅彦（from東京スカパラダイスオーケストラ）
  - Tenor Sax：竹野昌邦
  - Other Instruments & Baritone Voice：松原憲
  - Chorus：プッチモニ & つんく
2. DREAM & KISS
  - Keyboards & Programming：小西貴雄
  - Manipulator：勝浦剛
  - Chorus：つんく

## カバー
- Smile.dk - 2000年に「PETIT LOVE」として英語カバーし、アルバム「スマイル・パラダイス」やアーケードゲーム『Dance Dance Revolution 4thMIX PLUS』に収録された。
- 腐乱シュタイナー - 2000年6月6日発売のアルバム『殺害カバーオムニバス・大熊小鹿馬場鶴田2』、2003年2月5日発売のアルバム『COVERS!』に収録。
- ひまわりキッズ - 2001年7月25日発売のシングル「明日があるさ」に収録。
- たかはし智秋・今井麻美・長谷川明子 - 2007年2月4日放送のラジオ大阪のラジオ番組『THE IDOLM@STER RADIO』のコーナーの1つ「歌姫楽園」でカバー。2008年6月4日発売のアルバム「THE IDOLM@STER RADIO TOP×TOP!」に収録された。
- スマイレージ - 2010年9月29日発売のシングル「同じ時給で働く友達の美人ママ」に収録。
- モーニング娘。'23（岡村ほまれ・山﨑愛生・櫻井梨央）- 2023年8月30日発売のアルバム「モーニング娘。ベストセレクション 〜The 25周年〜」に収録。
- fishbowl - 2024年11月11日発売のトリビュートアルバム『シューティング スター』に収録。